# Oncostemum barbeyanum
Oncostemum barbeyanum är en viveväxtart som beskrevs av Carl Christian Mez. Oncostemum barbeyanum ingår i släktet Oncostemum och familjen viveväxter. Inga underarter finns listade i Catalogue of Life.